# Heaven (Warrant)
Heaven is een nummer van de Amerikaanse glam metalband Warrant uit 1989. Het is de tweede single van hun debuutalbum Dirty Rotten Filthy Stinking Rich.
"Heaven" is een rockballad, en een van de bekendste nummers van Warrant. Hoewel het nummer in de Europese hitlijsten niet echt veel deed, haalde het de 2e positie in de Amerikaanse Billboard Hot 100.